# Cédric Pillac
Cédric Pillac, né le 19 novembre 1973 à Bordeaux, est un escrimeur français, Directeur Général de Tie Kinetix France.
Diplômé de l'ESCP Europe en 2000

## Palmarès

### Championnats d'Europe
- Médaille d'or en épée par équipe aux Championnats d'Europe 2000 à Funchal
- Médaille de bronze en épée par équipe aux Championnats d'Europe 2001 à Coblence

### Championnats de France
- Médaille d'or en épée individuelle aux Championnats de France 1997
- Médaille d'or en épée par équipe aux Championnats de France 1997
- Médaille d'argent en épée individuelle aux Championnats de France 1995

### Championnat du monde Universitaire
- Médaille d'or en épée par équipe aux championnats du Monde universitaire 1999